# Llista de topònims d'Amer
Llista de topònims (noms propis de lloc) del municipi d'Amer, a la Selva
Informació actualitzada per un bot. Els canvis manuals es perdran quan s'actualitzi!

## arbre singular
| imatge | Nom                   | Ubicat a | instància de   | Detalls                                                                           | coordenades                                                                                 | Protecció        | Commons (més fotos)   | Dades a WD                    |
| ------ | --------------------- | -------- | -------------- | --------------------------------------------------------------------------------- | ------------------------------------------------------------------------------------------- | ---------------- | --------------------- | ----------------------------- |
|        | alzina de les Famades | Amer     | arbre singular | Taxon: alzina (Quercus ilex) Ample: 20.7m Alt: 18.5m Perímetre: 3.85m             | 42° 01′ 11″ N, 2° 34′ 53″ E / 42.01962°N,2.5815°E ca:les Femades 368 msnm                   | arbre monumental | Alzina de les Femades | Modifica les dades a Wikidata |
|        | roure de Can Puig     | Amer     | arbre singular | Taxon: roure martinenc (Quercus pubescens) Ample: 36.5m Alt: 21m Perímetre: 4.85m | 42° 00′ 31″ N, 2° 38′ 16″ E / 42.0086°N,2.63775°E ca:Can Puig, Sant Climent d'Amer 285 msnm | arbre monumental | Roure de Can Puig     | Modifica les dades a Wikidata |

## casa
| imatge | Nom                                          | Ubicat a | instància de | Detalls                                                  | coordenades                                                                                        | Protecció                                  | Commons (més fotos)                          | Dades a WD                    |
| ------ | -------------------------------------------- | -------- | ------------ | -------------------------------------------------------- | -------------------------------------------------------------------------------------------------- | ------------------------------------------ | -------------------------------------------- | ----------------------------- |
|        | Antiga Casa dels Sidera                      | Amer     | casa         | Estil: arquitectura popular                              | 42° 00′ 33″ N, 2° 36′ 10″ E / 42.0093°N,2.60284°E ca:Plaça de la Vila, 10 183 msnm                 | bé integrant del patrimoni cultural català | Antiga Casa dels Sidera                      | Modifica les dades a Wikidata |
|        | Ca l'Aiano                                   | Amer     | casa         | Estil: arquitectura popular 18th century                 | 42° 00′ 37″ N, 2° 35′ 59″ E / 42.01032°N,2.59986°E ca:Pg. del Firal, 45, Amer 191 msnm             | bé integrant del patrimoni cultural català | Ca l'Aiano                                   | Modifica les dades a Wikidata |
|        | Ca l'Andanés                                 | Amer     | casa         | Estil: arquitectura popular                              | 42° 00′ 29″ N, 2° 36′ 10″ E / 42.00813°N,2.60281°E                                                 | bé integrant del patrimoni cultural català | Ca l'Andanés                                 | Modifica les dades a Wikidata |
|        | Ca l'Escaler                                 | Amer     | casa         | Estil: arquitectura popular                              | 42° 00′ 28″ N, 2° 36′ 10″ E / 42.00786°N,2.60264°E                                                 | bé integrant del patrimoni cultural català | Ca l'Escaler                                 | Modifica les dades a Wikidata |
|        | Ca l'Espinet                                 | Amer     | casa         | Estil: arquitectura modernista                           | 42° 00′ 32″ N, 2° 36′ 10″ E / 42.00891°N,2.60285°E ca:Plaça de la Vila, 20                         | bé integrant del patrimoni cultural català | Ca l'Espinet                                 | Modifica les dades a Wikidata |
|        | Ca l'Espígol                                 | Amer     | casa         | Estil: arquitectura popular                              | 42° 00′ 36″ N, 2° 36′ 05″ E / 42.00994°N,2.60142°E ca:Rambla del Monestir, 17                      | bé integrant del patrimoni cultural català | Ca l'Espígol (Amer)                          | Modifica les dades a Wikidata |
|        | Ca l'Esqueu                                  | Amer     | casa         | Estil: arquitectura popular                              | 42° 00′ 28″ N, 2° 36′ 13″ E / 42.00791°N,2.60353°E                                                 | bé integrant del patrimoni cultural català | Ca l'Esqueu                                  | Modifica les dades a Wikidata |
|        | Ca l'Estarder                                | Amer     | casa         | Estil: arquitectura popular                              | 42° 00′ 27″ N, 2° 36′ 14″ E / 42.007393°N,2.603976°E                                               | bé integrant del patrimoni cultural català | Ca l'Estarder                                | Modifica les dades a Wikidata |
|        | Ca l'Esteve Llebre                           | Amer     | casa         | Estil: arquitectura popular                              | 42° 00′ 28″ N, 2° 36′ 10″ E / 42.00774°N,2.60268°E                                                 | bé integrant del patrimoni cultural català | Ca l'Esteve Llebre                           | Modifica les dades a Wikidata |
|        | Ca la Fernanda                               | Amer     | casa         | Estil: arquitectura popular                              | 42° 00′ 35″ N, 2° 36′ 07″ E / 42.0096°N,2.60186°E                                                  | bé integrant del patrimoni cultural català | Ca la Fernanda                               | Modifica les dades a Wikidata |
|        | Ca la Lores Susqueda                         | Amer     | casa         | Estil: arquitectura popular                              | 42° 00′ 28″ N, 2° 36′ 12″ E / 42.00768°N,2.60328°E                                                 | bé integrant del patrimoni cultural català | Ca la Lores Susqueda                         | Modifica les dades a Wikidata |
|        | Ca la Magdalena                              | Amer     | casa         | Estil: arquitectura popular                              | 42° 00′ 32″ N, 2° 35′ 58″ E / 42.00896°N,2.59949°E                                                 | bé integrant del patrimoni cultural català |                                              | Modifica les dades a Wikidata |
|        | Ca la Tia Lola                               | Amer     | casa         | Estil: arquitectura popular                              | 42° 00′ 34″ N, 2° 36′ 12″ E / 42.00935°N,2.60324°E                                                 | bé integrant del patrimoni cultural català | Ca la Tia Lola                               | Modifica les dades a Wikidata |
|        | Ca les Hermanes                              | Amer     | casa         | Estil: arquitectura popular                              | 42° 00′ 35″ N, 2° 36′ 06″ E / 42.00982°N,2.60159°E                                                 | bé integrant del patrimoni cultural català | Ca les Hermanes                              | Modifica les dades a Wikidata |
|        | Can Barolés                                  | Amer     | casa         | Estil: arquitectura popular                              | 42° 00′ 29″ N, 2° 36′ 09″ E / 42.00809°N,2.60262°E                                                 | bé integrant del patrimoni cultural català | Can Barolés                                  | Modifica les dades a Wikidata |
|        | Can Blanquera                                | Amer     | casa         | Estil: arquitectura popular Estat: enderrocat o destruït | 42° 00′ 39″ N, 2° 35′ 59″ E / 42.010868°N,2.599626°E                                               | bé integrant del patrimoni cultural català | Can Blanquera                                | Modifica les dades a Wikidata |
|        | Can Boles                                    | Amer     | casa         | Estil: arquitectura popular                              | 42° 00′ 35″ N, 2° 36′ 08″ E / 42.00964°N,2.60223°E ca:Plaça del Monestir, 5                        | bé cultural d'interès local                | Can Boles                                    | Modifica les dades a Wikidata |
|        | Can Caballer                                 | Amer     | casa         | Estil: arquitectura popular Estat: enderrocat o destruït | 42° 00′ 38″ N, 2° 35′ 59″ E / 42.010693°N,2.599733°E                                               | bé integrant del patrimoni cultural català | Can Caballer                                 | Modifica les dades a Wikidata |
|        | Can Caire                                    | Amer     | casa         | Estil: arquitectura popular                              | 42° 00′ 33″ N, 2° 36′ 00″ E / 42.00927°N,2.60008°E                                                 | bé integrant del patrimoni cultural català | Can Caire                                    | Modifica les dades a Wikidata |
|        | Can Campassol                                | Amer     | casa         | Estil: arquitectura popular                              | 42° 00′ 31″ N, 2° 36′ 07″ E / 42.00851°N,2.60185°E                                                 | bé integrant del patrimoni cultural català | Can Campassol                                | Modifica les dades a Wikidata |
|        | Can Canesteve                                | Amer     | casa         | Estil: arquitectura popular                              | 42° 00′ 33″ N, 2° 36′ 08″ E / 42.00919°N,2.60233°E                                                 | bé integrant del patrimoni cultural català | Can Canesteve                                | Modifica les dades a Wikidata |
|        | Can Cantí                                    | Amer     | casa         | Estil: arquitectura popular                              | 42° 00′ 27″ N, 2° 36′ 14″ E / 42.00762°N,2.60378°E                                                 | bé integrant del patrimoni cultural català | Can Cantí                                    | Modifica les dades a Wikidata |
|        | Can Capó                                     | Amer     | casa         | Estil: arquitectura popular                              | 42° 00′ 31″ N, 2° 36′ 04″ E / 42.00867°N,2.60124°E                                                 | bé integrant del patrimoni cultural català | Can Capó                                     | Modifica les dades a Wikidata |
|        | Can Carbonés                                 | Amer     | casa         | Estil: arquitectura popular                              | 42° 00′ 31″ N, 2° 36′ 06″ E / 42.00858°N,2.60165°E                                                 | bé integrant del patrimoni cultural català | Can Carbonés                                 | Modifica les dades a Wikidata |
|        | Can Carreter                                 | Amer     | casa         | Estil: arquitectura popular Estat: enderrocat o destruït | | bé integrant del patrimoni cultural català |                                              | Modifica les dades a Wikidata |
|        | Can Cassanyes                                | Amer     | casa         | Estil: arquitectura popular                              | 42° 00′ 32″ N, 2° 36′ 10″ E / 42.0089°N,2.6028°E                                                   | bé integrant del patrimoni cultural català | Can Cassanyes                                | Modifica les dades a Wikidata |
|        | Can Cisteller de Baix                        | Amer     | casa         | Estil: arquitectura popular                              | 42° 00′ 27″ N, 2° 36′ 14″ E / 42.00758°N,2.60384°E                                                 | bé integrant del patrimoni cultural català | Can Cisteller de Baix                        | Modifica les dades a Wikidata |
|        | Can Cisteller de Dalt                        | Amer     | casa         | Estil: arquitectura popular                              | 42° 00′ 27″ N, 2° 36′ 14″ E / 42.00741°N,2.60384°E                                                 | bé integrant del patrimoni cultural català | Can Cisteller de Dalt                        | Modifica les dades a Wikidata |
|        | Can Claramont                                | Amer     | casa         | Estil: arquitectura popular 18th century                 | 42° 00′ 26″ N, 2° 36′ 13″ E / 42.007308°N,2.603483°E ca:Pl. de la Pietat, 8                        | bé integrant del patrimoni cultural català | Can Claramont (Amer)                         | Modifica les dades a Wikidata |
|        | Can Claramunt                                | Amer     | casa         | Estil: arquitectura popular                              | 42° 00′ 26″ N, 2° 36′ 13″ E / 42.00726°N,2.60359°E                                                 | bé integrant del patrimoni cultural català | Can Claramunt                                | Modifica les dades a Wikidata |
|        | Can Dimoni                                   | Amer     | casa         | Estil: arquitectura popular                              | 42° 00′ 35″ N, 2° 36′ 11″ E / 42.0098°N,2.60311°E                                                  | bé integrant del patrimoni cultural català | Can Dimoni                                   | Modifica les dades a Wikidata |
|        | Can Flores                                   | Amer     | casa         | Estil: arquitectura popular                              | 42° 00′ 36″ N, 2° 36′ 00″ E / 42.00995°N,2.60009°E                                                 | bé integrant del patrimoni cultural català | Can Flores                                   | Modifica les dades a Wikidata |
|        | Can Galant                                   | Amer     | casa         | Estil: arquitectura popular                              | 42° 00′ 28″ N, 2° 36′ 09″ E / 42.00789°N,2.60245°E                                                 | bé integrant del patrimoni cultural català | Can Galant                                   | Modifica les dades a Wikidata |
|        | Can Gasull                                   | Amer     | casa         | Estil: arquitectura popular                              | 42° 00′ 35″ N, 2° 36′ 09″ E / 42.00969°N,2.60253°E ca:Plaça del Monestir, 3 / Carrer Sant Benet    | bé integrant del patrimoni cultural català | Can Gasull (Amer)                            | Modifica les dades a Wikidata |
|        | Can Gultresa                                 | Amer     | casa         | Estil: arquitectura eclèctica                            | 42° 00′ 31″ N, 2° 36′ 11″ E / 42.00853°N,2.60308°E ca:Plaça de la Vila, 5                          | bé cultural d'interès local                | Can Gultresa (Amer)                          | Modifica les dades a Wikidata |
|        | Can Janic Casals                             | Amer     | casa         | Estil: arquitectura popular                              | 42° 00′ 28″ N, 2° 36′ 13″ E / 42.007777777778°N,2.6036111111111°E                                  | bé integrant del patrimoni cultural català | Can Janic Casals                             | Modifica les dades a Wikidata |
|        | Can Japic                                    | Amer     | casa         | Estil: arquitectura popular                              | 42° 00′ 24″ N, 2° 36′ 16″ E / 42.00673°N,2.60438°E                                                 | bé integrant del patrimoni cultural català | Can Japic                                    | Modifica les dades a Wikidata |
|        | Can Joan Escaler                             | Amer     | casa         | Estil: arquitectura popular                              | 42° 00′ 28″ N, 2° 36′ 09″ E / 42.00786°N,2.60244°E                                                 | bé integrant del patrimoni cultural català | Can Joan Escaler                             | Modifica les dades a Wikidata |
|        | Can Joan del Carro                           | Amer     | casa         | Estil: arquitectura popular                              | 42° 00′ 30″ N, 2° 36′ 12″ E / 42.00842°N,2.60321°E                                                 | bé integrant del patrimoni cultural català |                                              | Modifica les dades a Wikidata |
|        | Can Joanet Zai                               | Amer     | casa         | Estil: arquitectura popular                              | 42° 00′ 26″ N, 2° 36′ 14″ E / 42.00726°N,2.604°E                                                   | bé integrant del patrimoni cultural català | Can Joanet Zai                               | Modifica les dades a Wikidata |
|        | Can Josep Guell                              | Amer     | casa         | Estil: arquitectura popular                              | 42° 00′ 38″ N, 2° 36′ 00″ E / 42.010468°N,2.599864°E                                               | bé integrant del patrimoni cultural català | Can Josep Guell                              | Modifica les dades a Wikidata |
|        | Can Junquera                                 | Amer     | casa         | Estil: arquitectura popular                              | 42° 00′ 33″ N, 2° 36′ 09″ E / 42.00908°N,2.60245°E ca:Carrer Narcís Junquera, 1                    | bé integrant del patrimoni cultural català | Can Junquera                                 | Modifica les dades a Wikidata |
|        | Can La                                       | Amer     | casa         |                                                          | 42° 00′ 29″ N, 2° 36′ 12″ E / 42.00797°N,2.60329°E ca:Carrer Girona, 8-10                          | bé cultural d'interès local                | Can La                                       | Modifica les dades a Wikidata |
|        | Can Llepart                                  | Amer     | casa         | Estil: arquitectura popular                              | 42° 00′ 27″ N, 2° 36′ 12″ E / 42.00755°N,2.60325°E ca:Plaça de la Pietat, 1                        | bé integrant del patrimoni cultural català | Can Llepart                                  | Modifica les dades a Wikidata |
|        | Can Manelet                                  | Amer     | casa         | Estil: arquitectura popular                              | 42° 00′ 32″ N, 2° 36′ 06″ E / 42.00877°N,2.6016°E                                                  | bé integrant del patrimoni cultural català | Can Manelet                                  | Modifica les dades a Wikidata |
|        | Can Martíades                                | Amer     | casa         | Estat: enderrocat o destruït                             | | bé integrant del patrimoni cultural català |                                              | Modifica les dades a Wikidata |
|        | Can Mitjaire                                 | Amer     | casa         | Estil: arquitectura popular                              | 42° 00′ 31″ N, 2° 36′ 07″ E / 42.00856°N,2.60197°E                                                 | bé integrant del patrimoni cultural català | Can Mitjaire                                 | Modifica les dades a Wikidata |
|        | Can Munda                                    | Amer     | casa         | Estil: arquitectura popular                              | 42° 00′ 32″ N, 2° 36′ 10″ E / 42.00897°N,2.60274°E                                                 | bé integrant del patrimoni cultural català | Can Munda                                    | Modifica les dades a Wikidata |
|        | Can Món                                      | Amer     | casa         |                                                          | 42° 00′ 34″ N, 2° 36′ 07″ E / 42.00953°N,2.60204°E                                                 | bé integrant del patrimoni cultural català | Can Món                                      | Modifica les dades a Wikidata |
|        | Can Nofre                                    | Amer     | casa         | Estil: arquitectura popular                              | 42° 00′ 29″ N, 2° 36′ 10″ E / 42.00812°N,2.60272°E                                                 | bé integrant del patrimoni cultural català | Can Nofre                                    | Modifica les dades a Wikidata |
|        | Can Pairet                                   | Amer     | casa         | Estil: arquitectura popular                              | 42° 00′ 29″ N, 2° 36′ 08″ E / 42.00795°N,2.60231°E                                                 | bé integrant del patrimoni cultural català | Can Pairet                                   | Modifica les dades a Wikidata |
|        | Can Panosa                                   | Amer     | casa         | Estil: arquitectura popular                              | 42° 00′ 33″ N, 2° 36′ 10″ E / 42.00922°N,2.60277°E ca:Plaça de la Vila, 11                         | bé integrant del patrimoni cultural català | Can Panosa                                   | Modifica les dades a Wikidata |
|        | Can Paradell                                 | Amer     | casa         | Estil: arquitectura popular                              | 42° 00′ 31″ N, 2° 36′ 09″ E / 42.00849°N,2.60246°E                                                 | bé integrant del patrimoni cultural català | Can Paradell                                 | Modifica les dades a Wikidata |
|        | Can Paradís                                  | Amer     | casa         | Estil: arquitectura popular                              | 42° 00′ 25″ N, 2° 36′ 15″ E / 42.00704°N,2.60417°E                                                 | bé integrant del patrimoni cultural català | Can Paradís                                  | Modifica les dades a Wikidata |
|        | Can Passallops                               | Amer     | casa         | Estil: arquitectura popular                              | 42° 00′ 29″ N, 2° 36′ 12″ E / 42.00799°N,2.60333°E                                                 | bé integrant del patrimoni cultural català | Can Passallops                               | Modifica les dades a Wikidata |
|        | Can Patriarca                                | Amer     | casa         | Estil: arquitectura popular                              | 42° 00′ 31″ N, 2° 36′ 06″ E / 42.00866°N,2.60174°E                                                 | bé integrant del patrimoni cultural català | Can Patriarca                                | Modifica les dades a Wikidata |
|        | Can Pere Llebre                              | Amer     | casa         | Estil: arquitectura popular                              | 42° 00′ 28″ N, 2° 36′ 10″ E / 42.00769°N,2.60276°E                                                 | bé integrant del patrimoni cultural català | Can Pere Llebre                              | Modifica les dades a Wikidata |
|        | Can Pere de la Quima                         | Amer     | casa         | Estil: arquitectura popular                              | 42° 00′ 26″ N, 2° 36′ 15″ E / 42.00714°N,2.60408°E                                                 | bé integrant del patrimoni cultural català | Can Pere de la Quima                         | Modifica les dades a Wikidata |
|        | Can Puigdemont                               | Amer     | casa         | Estil: arquitectura popular                              | 42° 00′ 41″ N, 2° 35′ 57″ E / 42.01143°N,2.59929°E                                                 | bé integrant del patrimoni cultural català | Can Puigdemont                               | Modifica les dades a Wikidata |
|        | Can Pujades                                  | Amer     | casa         | Estil: arquitectura modernista                           | 42° 00′ 38″ N, 2° 36′ 15″ E / 42.010532°N,2.604049°E ca:Carrer de la Barroca, 1                    | bé integrant del patrimoni cultural català |                                              | Modifica les dades a Wikidata |
|        | Can Rajoler                                  | Amer     | casa         | Estil: arquitectura popular                              | 42° 00′ 35″ N, 2° 36′ 10″ E / 42.0098°N,2.60275°E                                                  | bé integrant del patrimoni cultural català | Can Rajoler                                  | Modifica les dades a Wikidata |
|        | Can Rossàs                                   | Amer     | casa         | Estil: arquitectura popular                              | 42° 00′ 26″ N, 2° 36′ 11″ E / 42.00734°N,2.60315°E                                                 | bé integrant del patrimoni cultural català | Can Rossàs                                   | Modifica les dades a Wikidata |
|        | Can Rostes                                   | Amer     | casa         | Estil: arquitectura popular                              | 42° 00′ 27″ N, 2° 36′ 10″ E / 42.00757°N,2.60282°E                                                 | bé integrant del patrimoni cultural català | Can Rostes                                   | Modifica les dades a Wikidata |
|        | Can Rupit                                    | Amer     | casa         | Estil: arquitectura popular                              | 42° 00′ 26″ N, 2° 36′ 14″ E / 42.00735°N,2.6039°E                                                  | bé integrant del patrimoni cultural català | Can Rupit                                    | Modifica les dades a Wikidata |
|        | Can Setze                                    | Amer     | casa         | Estil: arquitectura popular                              | 42° 00′ 34″ N, 2° 36′ 11″ E / 42.00935°N,2.60296°E                                                 | bé integrant del patrimoni cultural català | Can Setze                                    | Modifica les dades a Wikidata |
|        | Can Sià                                      | Amer     | casa         | Estil: arquitectura popular                              | 42° 00′ 33″ N, 2° 36′ 03″ E / 42.00903°N,2.60076°E                                                 | bé integrant del patrimoni cultural català | Can Sià                                      | Modifica les dades a Wikidata |
|        | Can Tana                                     | Amer     | casa         | Estil: arquitectura popular                              | 42° 00′ 34″ N, 2° 36′ 11″ E / 42.0094°N,2.60302°E                                                  | bé integrant del patrimoni cultural català | Can Tana                                     | Modifica les dades a Wikidata |
|        | Can Tarsa                                    | Amer     | casa         | Estil: arquitectura popular                              | 42° 00′ 37″ N, 2° 36′ 00″ E / 42.01015°N,2.59995°E                                                 | bé integrant del patrimoni cultural català | Can Tarsa                                    | Modifica les dades a Wikidata |
|        | Can Teixó                                    | Amer     | casa         | Estil: arquitectura popular                              | 42° 00′ 28″ N, 2° 36′ 13″ E / 42.00769°N,2.60372°E                                                 | bé integrant del patrimoni cultural català | Can Teixó                                    | Modifica les dades a Wikidata |
|        | Can Tirai                                    | Amer     | casa         | Estil: arquitectura popular                              | 42° 00′ 29″ N, 2° 36′ 11″ E / 42.00799°N,2.60294°E                                                 | bé integrant del patrimoni cultural català | Can Tirai                                    | Modifica les dades a Wikidata |
|        | Can Titot                                    | Amer     | casa         | Estil: arquitectura popular                              | 42° 00′ 26″ N, 2° 36′ 15″ E / 42.00725°N,2.60408°E                                                 | bé integrant del patrimoni cultural català | Can Titot                                    | Modifica les dades a Wikidata |
|        | Can Tonelada                                 | Amer     | casa         | Estil: arquitectura popular                              | 42° 00′ 37″ N, 2° 35′ 58″ E / 42.01023°N,2.5995°E                                                  | bé integrant del patrimoni cultural català | Can Tonelada                                 | Modifica les dades a Wikidata |
|        | Can Tràfach                                  | Amer     | casa         | Estil: arquitectura popular                              | 42° 00′ 31″ N, 2° 36′ 07″ E / 42.00861°N,2.60186°E                                                 | bé integrant del patrimoni cultural català | Can Tràfach                                  | Modifica les dades a Wikidata |
|        | Can Vaiella                                  | Amer     | casa         | Estil: arquitectura popular                              | 42° 00′ 32″ N, 2° 36′ 14″ E / 42.00902°N,2.60401°E                                                 | bé integrant del patrimoni cultural català | Can Vaiella                                  | Modifica les dades a Wikidata |
|        | Casa de la Vila d'Amer                       | Amer     | casa         | Estil: arquitectura popular                              | 42° 00′ 33″ N, 2° 36′ 12″ E / 42.00906°N,2.60326°E                                                 | bé integrant del patrimoni cultural català | Casa de la Vila d'Amer                       | Modifica les dades a Wikidata |
|        | Fonda Fàbregas                               | Amer     | casa         | Estil: arquitectura popular                              | 42° 00′ 30″ N, 2° 36′ 10″ E / 42.00833°N,2.60284°E                                                 | bé integrant del patrimoni cultural català | Fonda Fàbregas                               | Modifica les dades a Wikidata |
|        | Fonda-bar Oriol                              | Amer     | casa         | Estil: arquitectura popular                              | 42° 00′ 34″ N, 2° 36′ 01″ E / 42.00957°N,2.60037°E                                                 | bé integrant del patrimoni cultural català |                                              | Modifica les dades a Wikidata |
|        | ca l'Antoni Puig                             | Amer     | casa         | Estil: arquitectura popular 18th century                 | 42° 00′ 38″ N, 2° 35′ 59″ E / 42.01053°N,2.5998°E ca:Pg. del Firal, 49 192 msnm                    | bé integrant del patrimoni cultural català | Ca l'Antoni Puig                             | Modifica les dades a Wikidata |
|        | cal Bisbe                                    | Amer     | casa         | Estil: arquitectura popular 19th century                 | 42° 00′ 30″ N, 2° 36′ 10″ E / 42.00844°N,2.60282°E ca:C. Sant Miquel, 3 184 msnm                   | bé integrant del patrimoni cultural català | Cal Bisbe (Amer)                             | Modifica les dades a Wikidata |
|        | can Clarà                                    | Amer     | casa         | Estil: arquitectura popular 18th century                 | 42° 00′ 30″ N, 2° 36′ 07″ E / 42.00843°N,2.60208°E ca:C. Nou, 7 186 msnm                           | bé integrant del patrimoni cultural català | Can Clarà (Amer)                             | Modifica les dades a Wikidata |
|        | can Colomer                                  | Amer     | casa         | Estil: arquitectura popular                              | 42° 00′ 35″ N, 2° 36′ 06″ E / 42.00966°N,2.60174°E ca:Rambla del Monestir, 13 185 msnm             | bé integrant del patrimoni cultural català | Can Colomer (Amer)                           | Modifica les dades a Wikidata |
|        | can Ferrer                                   | Amer     | casa         | Estil: arquitectura popular 19th century                 | 42° 00′ 32″ N, 2° 36′ 03″ E / 42.00885°N,2.60094°E ca:Pg. del Firal, 3 188 msnm                    | bé integrant del patrimoni cultural català | Can Ferrer (Amer)                            | Modifica les dades a Wikidata |
|        | can Galceran                                 | Amer     | casa         | Estil: arquitectura popular 19th century                 | 42° 00′ 36″ N, 2° 36′ 11″ E / 42.00996°N,2.603107°E ca:Carrer d'Olot, 2 184 msnm                   | bé integrant del patrimoni cultural català | Can Galceran (Amer)                          | Modifica les dades a Wikidata |
|        | can Mates                                    | Amer     | casa         | Estil: arquitectura popular 18th century                 | 42° 00′ 31″ N, 2° 36′ 10″ E / 42.00873°N,2.60283°E ca:Pl. de la Vila, 22-23 183 msnm               | bé integrant del patrimoni cultural català | Can Mates (Amer)                             | Modifica les dades a Wikidata |
|        | can Mundet                                   | Amer     | casa         | Estil: arquitectura popular 18th century                 | 42° 00′ 32″ N, 2° 36′ 11″ E / 42.00892°N,2.60306°E ca:Plaça de la Vila, 26 183 msnm                | bé integrant del patrimoni cultural català | Can Mundet (Amer)                            | Modifica les dades a Wikidata |
|        | can Plana                                    | Amer     | casa         | Estil: arquitectura popular 18th century                 | 42° 00′ 29″ N, 2° 36′ 12″ E / 42.008055555556°N,2.6033333333333°E ca:Carrer de Girona, 14 183 msnm | bé integrant del patrimoni cultural català | Can Plana (Amer)                             | Modifica les dades a Wikidata |
|        | can Pujol                                    | Amer     | casa         | Estil: arquitectura popular 18th century                 | 42° 00′ 27″ N, 2° 36′ 13″ E / 42.00737°N,2.6035°E ca:Pl. Nostra. Sra. de la Pietat, 11 187 msnm    | bé integrant del patrimoni cultural català | Can Pujol (Amer)                             | Modifica les dades a Wikidata |
|        | can Ramonet                                  | Amer     | casa         | Estil: arquitectura popular 16th century                 | 42° 00′ 35″ N, 2° 36′ 11″ E / 42.00967°N,2.60298°E ca:C. Ludovico Pio, 3 184 msnm                  | bé integrant del patrimoni cultural català | Can Ramonet (Amer)                           | Modifica les dades a Wikidata |
|        | can Sanglas                                  | Amer     | casa         | Estil: arquitectura popular 18th century                 | 42° 00′ 31″ N, 2° 36′ 07″ E / 42.00858°N,2.60189°E ca:Carrer Nou, 12 187 msnm                      | bé integrant del patrimoni cultural català | Can Sanglas (Amer)                           | Modifica les dades a Wikidata |
|        | can Soler                                    | Amer     | casa         | Estil: arquitectura popular 20th century                 | 42° 00′ 34″ N, 2° 36′ 08″ E / 42.00942°N,2.60223°E ca:C. Narcís Jonquera, 8 185 msnm               | bé integrant del patrimoni cultural català | Can Soler (Amer)                             | Modifica les dades a Wikidata |
|        | can Tarradellas                              | Amer     | casa         | Estil: arquitectura popular 19th century                 | 42° 00′ 32″ N, 2° 36′ 11″ E / 42.009°N,2.60318°E ca:Plaça de la Vila, 29 183 msnm                  | bé integrant del patrimoni cultural català | Can Tarradellas (Amer)                       | Modifica les dades a Wikidata |
|        | can Tomàs                                    | Amer     | casa         | Estil: arquitectura popular 18th century                 | 42° 00′ 29″ N, 2° 36′ 13″ E / 42.00795°N,2.60351°E ca:Carrer de Girona, 19 184 msnm                | bé integrant del patrimoni cultural català | Can Tomàs (Amer)                             | Modifica les dades a Wikidata |
|        | el Firal                                     | Amer     | casa         | Estil: arquitectura popular                              | 42° 00′ 35″ N, 2° 36′ 01″ E / 42.00966°N,2.60031°E                                                 | bé integrant del patrimoni cultural català | El Firal                                     | Modifica les dades a Wikidata |
|        | el Molí                                      | Amer     | casa         | Estil: arquitectura popular 18th century                 | 42° 00′ 43″ N, 2° 36′ 02″ E / 42.01188°N,2.60067°E ca:Pg. del Molí, 10 188 msnm                    | bé integrant del patrimoni cultural català | El Molí (Amer)                               | Modifica les dades a Wikidata |
|        | habitatge a la plaça de Sant Miquel, 9       | Amer     | casa         | Estil: arquitectura popular                              | 42° 00′ 29″ N, 2° 36′ 09″ E / 42.00806°N,2.60237°E                                                 | bé integrant del patrimoni cultural català | Habitatge a la plaça de Sant Miquel, 9       | Modifica les dades a Wikidata |
|        | habitatge al carrer Abat Vilafreser, 10      | Amer     | casa         | Estil: arquitectura popular                              | 42° 00′ 28″ N, 2° 36′ 11″ E / 42.00788°N,2.60297°E                                                 | bé integrant del patrimoni cultural català | Habitatge al carrer Abat Vilafreser, 10      | Modifica les dades a Wikidata |
|        | habitatge al carrer Abat Vilafreser, 6       | Amer     | casa         | Estil: arquitectura popular                              | 42° 00′ 29″ N, 2° 36′ 10″ E / 42.00801°N,2.60288°E                                                 | bé integrant del patrimoni cultural català | Habitatge al carrer Abat Vilafreser, 6       | Modifica les dades a Wikidata |
|        | habitatge al carrer Fira de Sant Isidre, 5   | Amer     | casa         | Estil: arquitectura popular Estat: enderrocat o destruït | 42° 00′ 34″ N, 2° 36′ 00″ E / 42.00945°N,2.600012°E                                                | bé integrant del patrimoni cultural català |                                              | Modifica les dades a Wikidata |
|        | habitatge al carrer Fira de Sant Isidre, 9   | Amer     | casa         | Estil: arquitectura popular                              | 42° 00′ 33″ N, 2° 36′ 01″ E / 42.00923°N,2.60016°E                                                 | bé integrant del patrimoni cultural català | Habitatge al carrer Fira de Sant Isidre, 9   | Modifica les dades a Wikidata |
|        | habitatge al carrer Girona, 32               | Amer     | casa         | Estat: enderrocat o destruït                             | 42° 00′ 27″ N, 2° 36′ 13″ E / 42.007603°N,2.60373°E                                                | bé integrant del patrimoni cultural català |                                              | Modifica les dades a Wikidata |
|        | habitatge al carrer Nou, 13                  | Amer     | casa         | Estil: arquitectura popular                              | 42° 00′ 31″ N, 2° 36′ 07″ E / 42.00848°N,2.6019°E                                                  | bé integrant del patrimoni cultural català | Habitatge al carrer Nou, 13                  | Modifica les dades a Wikidata |
|        | habitatge al carrer Nou, 15                  | Amer     | casa         | Estil: arquitectura popular 18th century                 | 42° 00′ 31″ N, 2° 36′ 06″ E / 42.00852°N,2.60178°E ca:Carrer Nou, 15 187 msnm                      | bé integrant del patrimoni cultural català | Habitatge al carrer Nou, 15 (Amer)           | Modifica les dades a Wikidata |
|        | habitatge al carrer Sant Antoni, 10-12       | Amer     | casa         | Estil: arquitectura popular                              | 42° 00′ 30″ N, 2° 36′ 07″ E / 42.00842°N,2.60189°E                                                 | bé integrant del patrimoni cultural català | Habitatge al carrer Sant Antoni, 10-12       | Modifica les dades a Wikidata |
|        | habitatge al carrer Sant Antoni, 27          | Amer     | casa         | Estil: arquitectura popular                              | 42° 00′ 31″ N, 2° 36′ 04″ E / 42.00854°N,2.60115°E                                                 | bé integrant del patrimoni cultural català | Habitatge al carrer Sant Antoni, 27          | Modifica les dades a Wikidata |
|        | habitatge al carrer d'Avall, 27              | Amer     | casa         | Estil: arquitectura popular                              | 42° 00′ 31″ N, 2° 36′ 12″ E / 42.00855°N,2.6032°E                                                  | bé integrant del patrimoni cultural català | Habitatge al carrer d'Avall, 27              | Modifica les dades a Wikidata |
|        | habitatge al carrer de l'Abat Vilafreser, 16 | Amer     | casa         | Estil: arquitectura popular                              | 42° 00′ 28″ N, 2° 36′ 11″ E / 42.00766°N,2.60319°E                                                 | bé integrant del patrimoni cultural català | Habitatge al carrer de l'Abat Vilafreser, 16 | Modifica les dades a Wikidata |
|        | habitatge al carrer de la Séquia, 14         | Amer     | casa         | Estil: arquitectura popular                              | 42° 00′ 31″ N, 2° 36′ 09″ E / 42.00849°N,2.60237°E                                                 | bé integrant del patrimoni cultural català | Habitatge al carrer de la Séquia, 14         | Modifica les dades a Wikidata |
|        | habitatge de la plaça de la Vila, 8          | Amer     | casa         | Estil: arquitectura popular                              | 42° 00′ 34″ N, 2° 36′ 10″ E / 42.00933°N,2.6029°E                                                  | bé integrant del patrimoni cultural català | Habitatge de la plaça de la Vila, 8          | Modifica les dades a Wikidata |
|        | la Torre                                     | Amer     | casa         | Estil: arquitectura modernista                           | 42° 00′ 38″ N, 2° 36′ 15″ E / 42.01068°N,2.60425°E ca:Carrer de la Barroca, 5                      | bé integrant del patrimoni cultural català |                                              | Modifica les dades a Wikidata |

## edifici
| imatge | Nom                           | Ubicat a | instància de | Detalls                                                  | coordenades                                                                            | Protecció                                  | Commons (més fotos)         | Dades a WD                    |
| ------ | ----------------------------- | -------- | ------------ | -------------------------------------------------------- | -------------------------------------------------------------------------------------- | ------------------------------------------ | --------------------------- | ----------------------------- |
|        | Antic Cinema Núria            | Amer     | edifici      | Estil: arquitectura popular Estat: enderrocat o destruït | 42° 00′ 34″ N, 2° 36′ 15″ E / 42.009325°N,2.604184°E                                   | bé integrant del patrimoni cultural català |                             | Modifica les dades a Wikidata |
|        | Antic Dispensari              | Amer     | edifici      | Estil: arquitectura popular                              | 42° 00′ 31″ N, 2° 36′ 12″ E / 42.0086°N,2.60324°E ca:Carrer d'Avall, 23 183 msnm       | bé integrant del patrimoni cultural català | Antic Dispensari (Amer)     | Modifica les dades a Wikidata |
|        | Antic Hotel de la Font Picant | Amer     | edifici      | Estil: noucentisme Estat: enderrocat o destruït          | 42° 01′ 31″ N, 2° 35′ 02″ E / 42.025166666666664°N,2.5837777777777777°E                | bé integrant del patrimoni cultural català |                             | Modifica les dades a Wikidata |
|        | Baixador del tren d'Olot      | Amer     | edifici      | Estil: noucentisme                                       | 42° 01′ 28″ N, 2° 34′ 58″ E / 42.02448°N,2.58266°E                                     | bé integrant del patrimoni cultural català |                             | Modifica les dades a Wikidata |
|        | Can Terme                     | Amer     | edifici      | Estil: arquitectura popular                              | 42° 00′ 36″ N, 2° 36′ 08″ E / 42.00988°N,2.60227°E ca:Plaça del Monestir, 2            | bé integrant del patrimoni cultural català | Can Terme                   | Modifica les dades a Wikidata |
|        | estació del Carrilet          | Amer     | edifici      | Estil: arquitectura popular 19th century                 | 42° 00′ 38″ N, 2° 35′ 52″ E / 42.01065°N,2.59768°E ca:Pujada de l'Estació, 15 209 msnm | bé integrant del patrimoni cultural català | Estació del Carrilet (Amer) | Modifica les dades a Wikidata |

## entitat singular de població
| imatge | Nom                       | Ubicat a | instància de                                                                   | Detalls  | coordenades                                                                  | Protecció | Commons (més fotos) | Dades a WD                    |
| ------ | ------------------------- | -------- | ------------------------------------------------------------------------------ | -------- | ---------------------------------------------------------------------------- | --------- | ------------------- | ----------------------------- |
|        | Amer                      | Amer     | entitat singular de població ens local històric de Catalunya capital municipal | 2075 hab | 42° 00′ 36″ N, 2° 36′ 07″ E / 42.01007358°N,2.60180784°E 186 msnm            |           |                     | Modifica les dades a Wikidata |
|        | Lloret Salvatge           | Amer     | entitat singular de població ens local històric de Catalunya                   | 3 hab    | 41° 59′ 13″ N, 2° 34′ 58″ E / 41.9868372856288°N,2.58268729299745°E 220 msnm |           |                     | Modifica les dades a Wikidata |
|        | Palou                     | Amer     | entitat singular de població                                                   | 28 hab   | 42° 00′ 05″ N, 2° 36′ 01″ E / 42.001306242789°N,2.6004037814245°E 212 msnm   |           |                     | Modifica les dades a Wikidata |
|        | Sant Climent d'Amer       | Amer     | entitat singular de població ens local històric de Catalunya                   | 41 hab   | 42° 00′ 15″ N, 2° 38′ 13″ E / 42.00427778°N,2.637025°E 258 msnm              |           | Sant Climent d'Amer | Modifica les dades a Wikidata |
|        | Sant Genís                | Amer     | entitat singular de població                                                   | 0 hab    | 42° 02′ 17″ N, 2° 33′ 37″ E / 42.03808638935°N,2.5603035519372°E 444 msnm    |           |                     | Modifica les dades a Wikidata |
|        | Solivent                  | Amer     | entitat singular de població                                                   | 182 hab  | 42° 00′ 46″ N, 2° 36′ 43″ E / 42.0127165433891°N,2.61182928543791°E 211 msnm |           |                     | Modifica les dades a Wikidata |
|        | el Colomer                | Amer     | entitat singular de població                                                   | 5 hab    | 42° 01′ 34″ N, 2° 34′ 48″ E / 42.0261409997146°N,2.57988154650627°E 270 msnm |           |                     | Modifica les dades a Wikidata |
|        | el Mont                   | Amer     | entitat singular de població                                                   | 11 hab   | 42° 00′ 47″ N, 2° 35′ 35″ E / 42.012989040381°N,2.5930844408474°E 189 msnm   |           |                     | Modifica les dades a Wikidata |
|        | la Costa de Santa Brígida | Amer     | entitat singular de població                                                   | 57 hab   | 42° 01′ 13″ N, 2° 36′ 26″ E / 42.0202577405354°N,2.60731436887826°E 266 msnm |           |                     | Modifica les dades a Wikidata |
|        | la Jonquera               | Amer     | entitat singular de població                                                   | 19 hab   | 42° 01′ 35″ N, 2° 35′ 30″ E / 42.026494235263°N,2.5917903684486°E 213 msnm   |           |                     | Modifica les dades a Wikidata |

## església
| imatge | Nom                                    | Ubicat a        | instància de                | Detalls                                                    | coordenades | Protecció                                  | Commons (més fotos)                    | Dades a WD                    |
| ------ | -------------------------------------- | --------------- | --------------------------- | ---------------------------------------------------------- | --- | ------------------------------------------ | -------------------------------------- | ----------------------------- |
|        | Mare de Déu de la Pietat del Pedreguet | Amer            | església                    | Estil: arquitectura popular                                | 42° 00′ 22″ N, 2° 36′ 17″ E / 42.00603°N,2.60478°E                                                                   | bé cultural d'interès local                | Mare de Déu de la Pietat del Pedreguet | Modifica les dades a Wikidata |
|        | Sant Agustí de Lloret Salvatge         | Lloret Salvatge | església                    | Estil: arquitectura romànica                               | 41° 59′ 08″ N, 2° 34′ 53″ E / 41.98563°N,2.58127°E ca:Trencall que surt de la carretera del pasteral-Susqueda        | bé integrant del patrimoni cultural català | Sant Agustí de Lloret Salvatge         | Modifica les dades a Wikidata |
|        | Sant Genís Sacosta                     | Amer            | església                    | Estil: arquitectura popular                                | 42° 02′ 14″ N, 2° 33′ 45″ E / 42.03716°N,2.56247°E ca:Trencall a l'esquerra de la ctra. d'Amer a les Planes, km 51,8 | bé integrant del patrimoni cultural català | Sant Genís Sacosta                     | Modifica les dades a Wikidata |
|        | Sant Marçal del Colomer d'Amer         | Amer            | església                    | Arquitecte: Mirco Ravanne Estil: arquitectura popular 1990 | 42° 01′ 32″ N, 2° 34′ 45″ E / 42.02547°N,2.57921°E                                                                   | bé cultural d'interès local                | Sant Marçal del Colomer d'Amer         | Modifica les dades a Wikidata |
|        | Santa Brígida d'Amer                   | Amer            | església                    | Estil: arquitectura romànica                               | 42° 01′ 14″ N, 2° 36′ 38″ E / 42.0206°N,2.61058°E                                                                    | bé cultural d'interès local                | Santa Brígida d'Amer                   | Modifica les dades a Wikidata |
|        | Santa Maria d'Amer                     | Amer            | església abadia benedictina | 9th century                                                | 42° 00′ 36″ N, 2° 36′ 07″ E / 42.01°N,2.60194°E ca:4-6 Plaça del monestir                                            | bé cultural d'interès local                | Santa Maria d'Amer                     | Modifica les dades a Wikidata |
|        | església de Sant Climent d'Amer        | Amer            | església                    | Estil: arquitectura popular                                | 42° 00′ 16″ N, 2° 38′ 14″ E / 42.00445°N,2.63709°E                                                                   | bé cultural d'interès local                | Església de Sant Climent d'Amer        | Modifica les dades a Wikidata |

## font
| imatge | Nom                    | Ubicat a | instància de       | Detalls                     | coordenades                                                                                      | Protecció                                  | Commons (més fotos) | Dades a WD                    |
| ------ | ---------------------- | -------- | ------------------ | --------------------------- | ------------------------------------------------------------------------------------------------ | ------------------------------------------ | ------------------- | ----------------------------- |
|        | Font Baixa             | Amer     | font               | Estil: arquitectura popular | 42° 00′ 31″ N, 2° 36′ 03″ E / 42.00864°N,2.60095°E                                               | bé integrant del patrimoni cultural català | Font Baixa          | Modifica les dades a Wikidata |
|        | Font picant de Colomer | Amer     | font aigua mineral | 1903                        | 42° 01′ 31″ N, 2° 35′ 03″ E / 42.025194444444445°N,2.5840555555555556°E                          |                                            |                     | Modifica les dades a Wikidata |
|        | font Picant            | Amer     | font               |                             | 42° 01′ 34″ N, 2° 34′ 58″ E / 42.026089°N,2.582875°E ca:Al costat de les naus de Fonter 207 msnm |                                            | Font Picant (Amer)  | Modifica les dades a Wikidata |

## masia
| imatge | Nom                         | Ubicat a | instància de     | Detalls                                                  | coordenades                                                                                                  | Protecció                                            | Commons (més fotos) | Dades a WD                    |
| ------ | --------------------------- | -------- | ---------------- | -------------------------------------------------------- | --- | ---------------------------------------------------- | ------------------- | ----------------------------- |
|        | Branzell                    | Amer     | masia            |                                                          | 42° 00′ 20″ N, 2° 37′ 38″ E / 42.0056°N,2.62719°E 244 msnm                                                   |                                                      |                     | Modifica les dades a Wikidata |
|        | Ca l'Hereu                  | Amer     | masia            |                                                          | 42° 01′ 42″ N, 2° 35′ 23″ E / 42.0283018599394°N,2.58964007598635°E 255 msnm                                 |                                                      |                     | Modifica les dades a Wikidata |
|        | Ca n'Arbocet                | Amer     | masia            |                                                          | 41° 59′ 46″ N, 2° 36′ 12″ E / 41.9961242507011°N,2.60332139406233°E                                          |                                                      |                     | Modifica les dades a Wikidata |
|        | Cal Burro                   | Amer     | masia            |                                                          | 41° 59′ 54″ N, 2° 38′ 40″ E / 41.9984384101172°N,2.64438413799052°E                                          |                                                      |                     | Modifica les dades a Wikidata |
|        | Cal Meliton                 | Amer     | masia            |                                                          | 42° 01′ 50″ N, 2° 35′ 06″ E / 42.0306537743234°N,2.58496187920194°E                                          |                                                      |                     | Modifica les dades a Wikidata |
|        | Cal Papa                    | Amer     | masia            |                                                          | 41° 58′ 38″ N, 2° 35′ 59″ E / 41.9772341192225°N,2.59981752675451°E                                          |                                                      |                     | Modifica les dades a Wikidata |
|        | Cal Sabater                 | Amer     | masia            |                                                          | 42° 00′ 15″ N, 2° 38′ 14″ E / 42.0040629959554°N,2.6371679149376°E                                           |                                                      |                     | Modifica les dades a Wikidata |
|        | Can Boada                   | Amer     | masia            | Estil: arquitectura popular                              | 41° 59′ 13″ N, 2° 37′ 54″ E / 41.98702°N,2.63158°E                                                           | bé integrant del patrimoni cultural català           |                     | Modifica les dades a Wikidata |
|        | Can Bord de Terrers         | Amer     | masia            |                                                          | 42° 02′ 04″ N, 2° 33′ 09″ E / 42.0345573188813°N,2.55238965555868°E                                          |                                                      |                     | Modifica les dades a Wikidata |
|        | Can Cames                   | Amer     | masia            | Estil: arquitectura popular                              | 42° 00′ 23″ N, 2° 36′ 17″ E / 42.00629°N,2.60473°E                                                           | bé integrant del patrimoni cultural català           | Can Cames           | Modifica les dades a Wikidata |
|        | Can Cargol                  | Amer     | masia            |                                                          | 41° 59′ 54″ N, 2° 37′ 16″ E / 41.9983819080756°N,2.62109294919131°E                                          |                                                      |                     | Modifica les dades a Wikidata |
|        | Can Cau                     | Amer     | masia            |                                                          | 42° 00′ 28″ N, 2° 37′ 01″ E / 42.0077799557945°N,2.61690713542785°E                                          |                                                      |                     | Modifica les dades a Wikidata |
|        | Can Coima                   | Amer     | masia            |                                                          | 42° 01′ 07″ N, 2° 36′ 21″ E / 42.0184870576582°N,2.60574301972091°E                                          |                                                      |                     | Modifica les dades a Wikidata |
|        | Can Creuet                  | Amer     | masia            |                                                          | 41° 59′ 52″ N, 2° 36′ 54″ E / 41.997753216049°N,2.6149149964287°E                                            |                                                      |                     | Modifica les dades a Wikidata |
|        | Can Damià                   | Amer     | masia            |                                                          | 42° 01′ 12″ N, 2° 35′ 56″ E / 42.0200932821362°N,2.59882419882977°E                                          |                                                      |                     | Modifica les dades a Wikidata |
|        | Can Feliu                   | Amer     | masia            |                                                          | 41° 59′ 36″ N, 2° 37′ 35″ E / 41.9934362774581°N,2.62628972334335°E                                          |                                                      |                     | Modifica les dades a Wikidata |
|        | Can Ferriol                 | Amer     | masia            |                                                          | 42° 00′ 02″ N, 2° 38′ 23″ E / 42.0005047557079°N,2.63983250986887°E                                          |                                                      |                     | Modifica les dades a Wikidata |
|        | Can Figueres                | Amer     | masia            |                                                          | 41° 59′ 14″ N, 2° 38′ 04″ E / 41.987193763812°N,2.63440258898216°E                                           |                                                      |                     | Modifica les dades a Wikidata |
|        | Can Foixart                 | Amer     | masia            |                                                          | 42° 00′ 19″ N, 2° 38′ 04″ E / 42.0052068206255°N,2.63432363030749°E                                          |                                                      |                     | Modifica les dades a Wikidata |
|        | Can Fonda                   | Amer     | masia            |                                                          | 41° 59′ 37″ N, 2° 35′ 47″ E / 41.9936591329146°N,2.59634614776166°E                                          |                                                      |                     | Modifica les dades a Wikidata |
|        | Can Fusica                  | Amer     | masia            |                                                          | 42° 01′ 27″ N, 2° 34′ 56″ E / 42.0241501786599°N,2.58225010868844°E                                          |                                                      |                     | Modifica les dades a Wikidata |
|        | Can Gelabert                | Amer     | masia            | Estil: arquitectura popular                              | 41° 59′ 31″ N, 2° 36′ 22″ E / 41.99197°N,2.60602°E ca:Camí que surt de la Colònia Hidroelèctrica 220 msnm    | bé integrant del patrimoni cultural català           | Can Gelabert (Amer) | Modifica les dades a Wikidata |
|        | Can Marcó                   | Amer     | masia            |                                                          | 42° 01′ 17″ N, 2° 36′ 05″ E / 42.0214894007022°N,2.60143651362681°E                                          |                                                      |                     | Modifica les dades a Wikidata |
|        | Can Margura                 | Amer     | masia            |                                                          | 42° 00′ 50″ N, 2° 37′ 19″ E / 42.0138579548517°N,2.6218948275746°E                                           |                                                      |                     | Modifica les dades a Wikidata |
|        | Can Masacs                  | Amer     | masia            |                                                          | 41° 59′ 36″ N, 2° 39′ 26″ E / 41.9932712199628°N,2.65709000341391°E                                          |                                                      |                     | Modifica les dades a Wikidata |
|        | Can Maset                   | Amer     | masia            |                                                          | 42° 01′ 07″ N, 2° 36′ 00″ E / 42.0185483512493°N,2.6000296513429°E                                           |                                                      |                     | Modifica les dades a Wikidata |
|        | Can Mata                    | Amer     | masia            |                                                          | 42° 00′ 34″ N, 2° 38′ 33″ E / 42.009366583967°N,2.64248765426811°E                                           |                                                      |                     | Modifica les dades a Wikidata |
|        | Can Mel                     | Amer     | masia            |                                                          | 41° 59′ 29″ N, 2° 37′ 11″ E / 41.991464841867°N,2.619782089643°E                                             |                                                      |                     | Modifica les dades a Wikidata |
|        | Can Menció                  | Amer     | masia            |                                                          | 42° 01′ 01″ N, 2° 36′ 29″ E / 42.0169726240575°N,2.60798678627117°E                                          |                                                      |                     | Modifica les dades a Wikidata |
|        | Can Merlac                  | Amer     | masia            |                                                          | 41° 59′ 44″ N, 2° 35′ 44″ E / 41.9956020620345°N,2.59563358659433°E                                          |                                                      |                     | Modifica les dades a Wikidata |
|        | Can Miquel                  | Amer     | masia            |                                                          | 41° 59′ 59″ N, 2° 36′ 27″ E / 41.9995883730785°N,2.60756221982591°E                                          |                                                      |                     | Modifica les dades a Wikidata |
|        | Can Miquelic                | Amer     | masia            |                                                          | 42° 01′ 04″ N, 2° 36′ 20″ E / 42.0177570807981°N,2.60561467004439°E                                          |                                                      |                     | Modifica les dades a Wikidata |
|        | Can Molsa                   | Amer     | masia            |                                                          | 42° 00′ 04″ N, 2° 35′ 51″ E / 42.0012017697468°N,2.5975059717616°E                                           |                                                      |                     | Modifica les dades a Wikidata |
|        | Can Nicola                  | Amer     | masia            |                                                          | 41° 59′ 45″ N, 2° 37′ 48″ E / 41.9958077111623°N,2.62989802166243°E                                          |                                                      |                     | Modifica les dades a Wikidata |
|        | Can Pau Marc                | Amer     | masia            |                                                          | 41° 59′ 51″ N, 2° 38′ 32″ E / 41.9975224147065°N,2.64234869257141°E                                          |                                                      |                     | Modifica les dades a Wikidata |
|        | Can Pere Petit              | Amer     | masia            |                                                          | 42° 00′ 34″ N, 2° 37′ 22″ E / 42.0094566599035°N,2.6227903999012°E                                           |                                                      |                     | Modifica les dades a Wikidata |
|        | Can Pinyana                 | Amer     | masia            |                                                          | 41° 59′ 10″ N, 2° 35′ 09″ E / 41.9862363877967°N,2.58587824902751°E                                          |                                                      |                     | Modifica les dades a Wikidata |
|        | Can Puig                    | Amer     | masia            |                                                          | 42° 00′ 26″ N, 2° 38′ 22″ E / 42.007222189352°N,2.63934780786994°E                                           |                                                      |                     | Modifica les dades a Wikidata |
|        | Can Puig de Lloret Salvatge | Amer     | masia            | Estil: arquitectura popular                              | 41° 59′ 15″ N, 2° 35′ 00″ E / 41.98739°N,2.58345°E                                                           | bé integrant del patrimoni cultural català           |                     | Modifica les dades a Wikidata |
|        | Can Rajolet                 | Amer     | masia            |                                                          | 41° 59′ 24″ N, 2° 37′ 11″ E / 41.9899737924587°N,2.61960957132602°E                                          |                                                      |                     | Modifica les dades a Wikidata |
|        | Can Ribes                   | Amer     | masia            |                                                          | 42° 00′ 22″ N, 2° 35′ 26″ E / 42.0061129128933°N,2.59057970777232°E                                          |                                                      |                     | Modifica les dades a Wikidata |
|        | Can Ruiec                   | Amer     | masia            |                                                          | 42° 00′ 49″ N, 2° 36′ 43″ E / 42.0135541014619°N,2.61181211546274°E                                          |                                                      |                     | Modifica les dades a Wikidata |
|        | Can Sagal                   | Amer     | masia            |                                                          | 42° 00′ 24″ N, 2° 36′ 13″ E / 42.0066720542392°N,2.60361815386407°E                                          |                                                      |                     | Modifica les dades a Wikidata |
|        | Can Salero                  | Amer     | masia            |                                                          | 41° 59′ 09″ N, 2° 36′ 10″ E / 41.9857740688122°N,2.60287862698811°E                                          |                                                      |                     | Modifica les dades a Wikidata |
|        | Can Salondro                | Amer     | masia            |                                                          | 41° 59′ 46″ N, 2° 36′ 38″ E / 41.9960136300807°N,2.61046985413871°E                                          |                                                      |                     | Modifica les dades a Wikidata |
|        | Can Sant Pare               | Amer     | masia            |                                                          | 41° 59′ 39″ N, 2° 36′ 41″ E / 41.994043833052°N,2.61125457382211°E                                           |                                                      |                     | Modifica les dades a Wikidata |
|        | Can Silvés                  | Amer     | masia            |                                                          | 41° 59′ 15″ N, 2° 35′ 00″ E / 41.9876327029111°N,2.5834668011202°E                                           |                                                      |                     | Modifica les dades a Wikidata |
|        | Can Simonic                 | Amer     | masia            |                                                          | 42° 01′ 12″ N, 2° 36′ 16″ E / 42.019923805643°N,2.60449006305002°E                                           |                                                      |                     | Modifica les dades a Wikidata |
|        | Can Sitges                  | Amer     | masia            | Estil: arquitectura popular                              | 41° 59′ 15″ N, 2° 34′ 54″ E / 41.98757°N,2.5817°E                                                            | bé integrant del patrimoni cultural català           |                     | Modifica les dades a Wikidata |
|        | Can Teixidor                | Amer     | masia            |                                                          | 42° 01′ 24″ N, 2° 37′ 27″ E / 42.0234573533964°N,2.62413299326292°E                                          |                                                      |                     | Modifica les dades a Wikidata |
|        | Can Ter                     | Amer     | masia            | Estil: arquitectura popular                              | 41° 59′ 27″ N, 2° 36′ 38″ E / 41.99092°N,2.61061°E ca:cCarretera Amer-el Pasteral, km 17,5.                  | bé integrant del patrimoni cultural català           |                     | Modifica les dades a Wikidata |
|        | Can Terrers                 | Amer     | masia            |                                                          | 42° 02′ 05″ N, 2° 33′ 27″ E / 42.0346217928019°N,2.55740291676599°E                                          |                                                      |                     | Modifica les dades a Wikidata |
|        | Can Timonet                 | Amer     | masia            | Estil: arquitectura popular                              | 41° 59′ 25″ N, 2° 36′ 08″ E / 41.99021°N,2.60223°E                                                           | bé integrant del patrimoni cultural català           |                     | Modifica les dades a Wikidata |
|        | Can Torrent                 | Amer     | masia            |                                                          | 42° 02′ 02″ N, 2° 35′ 35″ E / 42.033807629599°N,2.59293904181496°E 333 msnm                                  |                                                      |                     | Modifica les dades a Wikidata |
|        | Can Trenta                  | Amer     | masia            |                                                          | 42° 01′ 06″ N, 2° 36′ 25″ E / 42.0182655426888°N,2.60680726514313°E                                          |                                                      |                     | Modifica les dades a Wikidata |
|        | Can Vila                    | Amer     | masia            |                                                          | 42° 00′ 35″ N, 2° 34′ 04″ E / 42.0097404702216°N,2.56788879582739°E                                          |                                                      |                     | Modifica les dades a Wikidata |
|        | Can Vinyes                  | Amer     | masia            |                                                          | 42° 01′ 02″ N, 2° 36′ 42″ E / 42.0172552156761°N,2.61163259431574°E                                          |                                                      |                     | Modifica les dades a Wikidata |
|        | Can Xec                     | Amer     | masia            |                                                          | 42° 00′ 27″ N, 2° 36′ 41″ E / 42.0075726379575°N,2.61149827403362°E                                          |                                                      |                     | Modifica les dades a Wikidata |
|        | Can Xeia                    | Amer     | masia            |                                                          | 42° 00′ 14″ N, 2° 38′ 11″ E / 42.003853631091°N,2.63646872966079°E                                           |                                                      |                     | Modifica les dades a Wikidata |
|        | Can Xera                    | Amer     | masia            |                                                          | 42° 01′ 13″ N, 2° 36′ 16″ E / 42.0203472738913°N,2.60453575302869°E                                          |                                                      |                     | Modifica les dades a Wikidata |
|        | Casa Nova de l'Olivar       | Amer     | masia            |                                                          | 42° 01′ 07″ N, 2° 36′ 51″ E / 42.0186505163444°N,2.61408806206719°E                                          |                                                      |                     | Modifica les dades a Wikidata |
|        | Casa Nova de la Crossa      | Amer     | masia            |                                                          | 42° 00′ 55″ N, 2° 37′ 05″ E / 42.0152955590036°N,2.61813018216257°E                                          |                                                      |                     | Modifica les dades a Wikidata |
|        | Farigola                    | Amer     | masia            |                                                          | 42° 00′ 28″ N, 2° 36′ 58″ E / 42.007664272326°N,2.6160628314689°E                                            |                                                      |                     | Modifica les dades a Wikidata |
|        | Forner                      | Amer     | masia            |                                                          | 42° 00′ 32″ N, 2° 37′ 26″ E / 42.0090101802934°N,2.62396444853905°E                                          |                                                      |                     | Modifica les dades a Wikidata |
|        | Llaurics                    | Amer     | masia            |                                                          | 42° 00′ 12″ N, 2° 36′ 17″ E / 42.0032082373885°N,2.60470228045568°E                                          |                                                      |                     | Modifica les dades a Wikidata |
|        | Mas Blanc                   | Amer     | masia            |                                                          | 41° 58′ 44″ N, 2° 35′ 51″ E / 41.9790097659548°N,2.59762160797172°E                                          |                                                      |                     | Modifica les dades a Wikidata |
|        | Mas Concs                   | Amer     | masia            | Estil: arquitectura popular                              | 42° 01′ 05″ N, 2° 34′ 32″ E / 42.01794°N,2.57569°E                                                           | bé integrant del patrimoni cultural català           |                     | Modifica les dades a Wikidata |
|        | Mas Gallissà                | Amer     | masia            | Estil: arquitectura popular                              | 41° 59′ 21″ N, 2° 36′ 18″ E / 41.98903°N,2.60499°E                                                           | bé integrant del patrimoni cultural català           |                     | Modifica les dades a Wikidata |
|        | Mas Palou                   | Amer     | masia            | Estil: arquitectura popular                              | 42° 00′ 02″ N, 2° 36′ 12″ E / 42.00056°N,2.60346°E                                                           | bé integrant del patrimoni cultural català           |                     | Modifica les dades a Wikidata |
|        | Mas Terrats                 | Amer     | masia            |                                                          | 42° 02′ 12″ N, 2° 34′ 12″ E / 42.0367947369108°N,2.56986818470972°E                                          |                                                      |                     | Modifica les dades a Wikidata |
|        | Molí de Pissarra            | Amer     | masia            |                                                          | 41° 58′ 49″ N, 2° 35′ 32″ E / 41.9802694755142°N,2.59216967241433°E                                          |                                                      |                     | Modifica les dades a Wikidata |
|        | Oliveres                    | Amer     | masia            | Estil: arquitectura popular                              | 42° 01′ 50″ N, 2° 35′ 16″ E / 42.03054°N,2.58783°E                                                           | bé integrant del patrimoni cultural català           |                     | Modifica les dades a Wikidata |
|        | Panoleda                    | Amer     | masia            |                                                          | 41° 59′ 59″ N, 2° 37′ 50″ E / 41.9997454114327°N,2.63045478826606°E                                          |                                                      |                     | Modifica les dades a Wikidata |
|        | Parcers                     | Amer     | masia            |                                                          | 42° 01′ 51″ N, 2° 32′ 50″ E / 42.0307908319133°N,2.54735434748706°E                                          |                                                      |                     | Modifica les dades a Wikidata |
|        | Pinyana                     | Amer     | masia            |                                                          | 42° 00′ 39″ N, 2° 36′ 51″ E / 42.010734°N,2.61416°E 255 msnm                                                 |                                                      |                     | Modifica les dades a Wikidata |
|        | Puig-gran                   | Amer     | masia            |                                                          | 42° 02′ 21″ N, 2° 33′ 13″ E / 42.0390837211976°N,2.55369900221122°E                                          |                                                      |                     | Modifica les dades a Wikidata |
|        | Puigllobet                  | Amer     | masia            |                                                          | 41° 59′ 36″ N, 2° 37′ 27″ E / 41.9934653663381°N,2.62416462382848°E                                          |                                                      |                     | Modifica les dades a Wikidata |
|        | Puigserrador                | Amer     | masia            |                                                          | 42° 01′ 24″ N, 2° 36′ 53″ E / 42.0232279740383°N,2.61471265354356°E                                          |                                                      |                     | Modifica les dades a Wikidata |
|        | Rajoleria d'en Patllari     | Amer     | masia            |                                                          | 42° 01′ 59″ N, 2° 34′ 56″ E / 42.0331481705044°N,2.58236032528212°E                                          |                                                      |                     | Modifica les dades a Wikidata |
|        | Roques Negres               | Amer     | masia            |                                                          | 41° 59′ 06″ N, 2° 37′ 34″ E / 41.9849604995953°N,2.62613407285833°E                                          |                                                      |                     | Modifica les dades a Wikidata |
|        | Torre de Roca-salva         | Amer     | masia casa forta | Estil: arquitectura popular                              | 42° 00′ 37″ N, 2° 37′ 54″ E / 42.0103°N,2.63167°E ca:Trencall a l'esquerra del camí de Sant Climent 343 msnm | bé d'interès cultural bé cultural d'interès nacional |                     | Modifica les dades a Wikidata |
|        | Vernatallada                | Amer     | masia            | Estil: arquitectura popular                              | 42° 01′ 46″ N, 2° 34′ 54″ E / 42.02938889°N,2.58166111°E                                                     | bé integrant del patrimoni cultural català           |                     | Modifica les dades a Wikidata |
|        | el Bassar                   | Amer     | masia            |                                                          | 42° 01′ 00″ N, 2° 35′ 18″ E / 42.016574344061°N,2.5882305007464°E                                            |                                                      |                     | Modifica les dades a Wikidata |
|        | el Casot                    | Amer     | masia            |                                                          | 42° 00′ 29″ N, 2° 35′ 35″ E / 42.0079678193049°N,2.59298305395403°E                                          |                                                      |                     | Modifica les dades a Wikidata |
|        | el Castell                  | Amer     | masia            |                                                          | 42° 01′ 12″ N, 2° 36′ 24″ E / 42.0200299328559°N,2.60654274755055°E                                          |                                                      |                     | Modifica les dades a Wikidata |
|        | el Castell d'Ases           | Amer     | masia            | Estat: ruïnós                                            | 42° 03′ 00″ N, 2° 35′ 52″ E / 42.049931933901°N,2.5976823527727°E 358 msnm                                   |                                                      |                     | Modifica les dades a Wikidata |
|        | el Colomer                  | Amer     | masia            | Estil: arquitectura popular                              | 42° 01′ 33″ N, 2° 34′ 46″ E / 42.02574°N,2.57947°E                                                           | bé integrant del patrimoni cultural català           |                     | Modifica les dades a Wikidata |
|        | el Colomer de Baix          | Amer     | masia            |                                                          | 42° 01′ 33″ N, 2° 34′ 47″ E / 42.02583333°N,2.57958889°E 268 msnm                                            |                                                      |                     | Modifica les dades a Wikidata |
|        | el Colomer de Dalt          | Amer     | masia            |                                                          | 42° 01′ 22″ N, 2° 34′ 21″ E / 42.0228°N,2.57262°E 432 msnm                                                   |                                                      |                     | Modifica les dades a Wikidata |
|        | el Crous                    | Amer     | masia            |                                                          | 42° 02′ 26″ N, 2° 33′ 36″ E / 42.0405221587056°N,2.56002009088784°E                                          |                                                      |                     | Modifica les dades a Wikidata |
|        | el Joncar                   | Amer     | masia            |                                                          | 42° 00′ 40″ N, 2° 39′ 10″ E / 42.0110827823515°N,2.652900319575°E                                            |                                                      |                     | Modifica les dades a Wikidata |
|        | el Maset                    | Amer     | masia            |                                                          | 42° 00′ 44″ N, 2° 35′ 30″ E / 42.0122863133469°N,2.59166328217272°E                                          |                                                      |                     | Modifica les dades a Wikidata |
|        | el Mont                     | Amer     | masia            | Estil: arquitectura popular                              | 42° 00′ 30″ N, 2° 35′ 16″ E / 42.00837°N,2.58772°E                                                           | bé integrant del patrimoni cultural català           |                     | Modifica les dades a Wikidata |
|        | el Rieral                   | Amer     | masia            |                                                          | 42° 01′ 07″ N, 2° 35′ 46″ E / 42.0186785815082°N,2.59606717701184°E                                          |                                                      |                     | Modifica les dades a Wikidata |
|        | el Sastre                   | Amer     | masia            |                                                          | 41° 59′ 41″ N, 2° 37′ 43″ E / 41.9948221053178°N,2.62869636001461°E                                          |                                                      |                     | Modifica les dades a Wikidata |
|        | el Verdeguer                | Amer     | masia            |                                                          | 42° 00′ 40″ N, 2° 39′ 02″ E / 42.0109765292864°N,2.65053384894441°E                                          |                                                      |                     | Modifica les dades a Wikidata |
|        | l'Anglada                   | Amer     | masia            |                                                          | 42° 00′ 55″ N, 2° 36′ 34″ E / 42.0153564477582°N,2.60945810099971°E                                          |                                                      |                     | Modifica les dades a Wikidata |
|        | l'Arimany                   | Amer     | masia            |                                                          | 42° 00′ 41″ N, 2° 39′ 26″ E / 42.011396819109°N,2.6571012993812°E                                            |                                                      |                     | Modifica les dades a Wikidata |
|        | l'Illa                      | Amer     | masia            |                                                          | 41° 59′ 13″ N, 2° 34′ 34″ E / 41.9870021821869°N,2.57607063199965°E                                          |                                                      |                     | Modifica les dades a Wikidata |
|        | l'Obac                      | Amer     | masia            | Estil: arquitectura popular                              | 42° 01′ 57″ N, 2° 33′ 37″ E / 42.0324°N,2.56018°E                                                            | bé integrant del patrimoni cultural català           |                     | Modifica les dades a Wikidata |
|        | la Barraca                  | Amer     | masia            |                                                          | 41° 59′ 55″ N, 2° 36′ 19″ E / 41.9986981238783°N,2.60534599114112°E                                          |                                                      |                     | Modifica les dades a Wikidata |
|        | la Berenguera               | Amer     | masia            |                                                          | 42° 00′ 37″ N, 2° 35′ 25″ E / 42.0102999091544°N,2.59027509652566°E                                          |                                                      |                     | Modifica les dades a Wikidata |
|        | la Blanquera de Dalt        | Amer     | masia            | Estil: arquitectura popular Estat: enderrocat o destruït | 42° 01′ 51″ N, 2° 35′ 37″ E / 42.03083333°N,2.593575°E                                                       | bé integrant del patrimoni cultural català           |                     | Modifica les dades a Wikidata |
|        | la Boada                    | Amer     | masia            | Estil: arquitectura popular                              | 42° 00′ 42″ N, 2° 35′ 42″ E / 42.01164°N,2.59497°E ca:Carretera de Sant Martí Sacalm                         | bé integrant del patrimoni cultural català           |                     | Modifica les dades a Wikidata |
|        | la Cademunt                 | Amer     | masia            |                                                          | 42° 01′ 18″ N, 2° 36′ 12″ E / 42.021739226325°N,2.60335548364863°E                                           |                                                      |                     | Modifica les dades a Wikidata |
|        | la Casa Nova del Mont       | Amer     | masia            |                                                          | 42° 00′ 44″ N, 2° 34′ 50″ E / 42.0122279302236°N,2.58046827294584°E                                          |                                                      |                     | Modifica les dades a Wikidata |
|        | la Crossa                   | Amer     | masia            |                                                          | 42° 01′ 01″ N, 2° 37′ 09″ E / 42.0168479575547°N,2.61911128153348°E                                          |                                                      |                     | Modifica les dades a Wikidata |
|        | la Figuerada                | Amer     | masia            |                                                          | 42° 01′ 39″ N, 2° 35′ 26″ E / 42.02749146106569°N,2.5906276702880864°E 250 msnm                              |                                                      |                     | Modifica les dades a Wikidata |
|        | la Fàbrega                  | Amer     | masia            |                                                          | 42° 00′ 10″ N, 2° 35′ 25″ E / 42.0028871028267°N,2.59017775559966°E                                          |                                                      |                     | Modifica les dades a Wikidata |
|        | la Gaiana                   | Amer     | masia            |                                                          | 42° 00′ 47″ N, 2° 35′ 12″ E / 42.0130342682905°N,2.58674309519392°E                                          |                                                      |                     | Modifica les dades a Wikidata |
|        | la Gasalla                  | Amer     | masia            |                                                          | 42° 00′ 08″ N, 2° 35′ 45″ E / 42.002241002337°N,2.59592965703937°E                                           |                                                      |                     | Modifica les dades a Wikidata |
|        | la Gruta                    | Amer     | masia            |                                                          | 41° 59′ 33″ N, 2° 37′ 43″ E / 41.9924260279534°N,2.62860162679369°E                                          |                                                      |                     | Modifica les dades a Wikidata |
|        | la Jonquera                 | Amer     | masia            | Estil: arquitectura popular                              | 42° 01′ 40″ N, 2° 35′ 15″ E / 42.02785°N,2.58757°E                                                           | bé cultural d'interès local                          |                     | Modifica les dades a Wikidata |
|        | la Piula                    | Amer     | masia            |                                                          | 41° 59′ 58″ N, 2° 36′ 59″ E / 41.9993839590073°N,2.61636584388875°E                                          |                                                      |                     | Modifica les dades a Wikidata |
|        | la Rajoleria                | Amer     | masia            |                                                          | 42° 01′ 18″ N, 2° 35′ 40″ E / 42.0217709943889°N,2.59440488669768°E                                          |                                                      |                     | Modifica les dades a Wikidata |
|        | la Residència               | Amer     | masia            |                                                          | 41° 59′ 33″ N, 2° 36′ 18″ E / 41.992392023448°N,2.60492616535198°E                                           |                                                      |                     | Modifica les dades a Wikidata |
|        | les Boïgues                 | Amer     | masia            |                                                          | 42° 02′ 11″ N, 2° 35′ 20″ E / 42.0363423572546°N,2.58897219359373°E                                          |                                                      |                     | Modifica les dades a Wikidata |
|        | les Femades                 | Amer     | masia            |                                                          | 42° 01′ 11″ N, 2° 34′ 50″ E / 42.0197489368268°N,2.58060001598543°E                                          |                                                      |                     | Modifica les dades a Wikidata |
|        | les Fontiques               | Amer     | masia            |                                                          | 42° 00′ 47″ N, 2° 33′ 46″ E / 42.0129277689713°N,2.5628552125918°E                                           |                                                      |                     | Modifica les dades a Wikidata |

## muntanya
| imatge | Nom                 | Ubicat a                                           | instància de | Detalls | coordenades                                                            | Protecció | Commons (més fotos)              | Dades a WD                    |
| ------ | ------------------- | -------------------------------------------------- | ------------ | ------- | ---------------------------------------------------------------------- | --------- | -------------------------------- | ----------------------------- |
|        | Cingles de Sant Roc | Sant Aniol de Finestres Sant Martí de Llémena Amer | muntanya     |         | 42° 01′ 03″ N, 2° 39′ 43″ E / 42.0174863364°N,2.66189985111°E 598 msnm |           | Sant Roc (Sant Martí de Llèmena) | Modifica les dades a Wikidata |
|        | Esquei del Llamp    | Amer                                               | muntanya     |         | 41° 59′ 22″ N, 2° 34′ 39″ E / 41.9894°N,2.57761944°E 333.5 msnm        |           |                                  | Modifica les dades a Wikidata |
|        | Puig Bernat         | Amer                                               | muntanya     |         | 42° 00′ 15″ N, 2° 34′ 47″ E / 42.0043°N,2.5796°E 771.2 msnm            |           |                                  | Modifica les dades a Wikidata |
|        | Puigdalí            | Amer                                               | muntanya     |         | 42° 00′ 46″ N, 2° 37′ 40″ E / 42.01280556°N,2.62779722°E 762.4 msnm    |           |                                  | Modifica les dades a Wikidata |
|        | Puigserrador        | Amer Sant Aniol de Finestres                       | muntanya     |         | 42° 01′ 23″ N, 2° 36′ 53″ E / 42.02316667°N,2.61474444°E 483.2 msnm    |           |                                  | Modifica les dades a Wikidata |
|        | Turó de Puig Estela | Amer                                               | muntanya     |         | 41° 59′ 29″ N, 2° 35′ 36″ E / 41.9913°N,2.59331°E 641.1 msnm           |           |                                  | Modifica les dades a Wikidata |
|        | els Tres Rocs       | Amer Sant Aniol de Finestres                       | muntanya     |         | 42° 01′ 07″ N, 2° 37′ 40″ E / 42.0185°N,2.62764°E 497.5 msnm           |           |                                  | Modifica les dades a Wikidata |

## pedrera
| imatge | Nom                      | Ubicat a | instància de | Detalls | coordenades                                                         | Protecció | Commons (més fotos) | Dades a WD                    |
| ------ | ------------------------ | -------- | ------------ | ------- | ------------------------------------------------------------------- | --------- | ------------------- | ----------------------------- |
|        | Pedrera de Santa Brígida | Amer     | pedrera      |         | 42° 01′ 20″ N, 2° 36′ 49″ E / 42.0221434663366°N,2.61360794354556°E |           |                     | Modifica les dades a Wikidata |
|        | Pedrera de l'Albó        | Amer     | pedrera      |         | 41° 59′ 01″ N, 2° 35′ 13″ E / 41.9836548830606°N,2.58682449144481°E |           |                     | Modifica les dades a Wikidata |

## pont
| imatge | Nom                     | Ubicat a | instància de | Detalls                          | coordenades                                                         | Protecció | Commons (més fotos) | Dades a WD                    |
| ------ | ----------------------- | -------- | ------------ | -------------------------------- | ------------------------------------------------------------------- | --------- | ------------------- | ----------------------------- |
|        | Passera de Vernatallada | Amer     | pont         | Travessa: Brugent                | 42° 01′ 50″ N, 2° 35′ 02″ E / 42.0306316499333°N,2.58382645735877°E |           |                     | Modifica les dades a Wikidata |
|        | Pont de Vernatallada    | Amer     | pont         |                                  | 42° 01′ 41″ N, 2° 34′ 52″ E / 42.0281629767577°N,2.58111247534308°E |           |                     | Modifica les dades a Wikidata |
|        | Pont de la Font Picant  | Amer     | pont         |                                  | 42° 01′ 32″ N, 2° 34′ 55″ E / 42.0255814029207°N,2.58202330760147°E |           |                     | Modifica les dades a Wikidata |
|        | Pont del Rieral         | Amer     | pont         | Travessa: Brugent Hi passa: C-63 | 42° 01′ 01″ N, 2° 35′ 50″ E / 42.0168636139427°N,2.59731060660967°E |           |                     | Modifica les dades a Wikidata |

## serra
| imatge | Nom                          | Ubicat a | instància de | Detalls | coordenades                                                         | Protecció | Commons (més fotos) | Dades a WD                    |
| ------ | ---------------------------- | -------- | ------------ | ------- | ------------------------------------------------------------------- | --------- | ------------------- | ----------------------------- |
|        | Serrat de Folguerons         | Amer     | serra        |         | 42° 01′ 07″ N, 2° 33′ 42″ E / 42.0186°N,2.56168°E 795.6 msnm        |           |                     | Modifica les dades a Wikidata |
|        | Serrat de les Saleres Velles | Amer     | serra        |         | 41° 59′ 36″ N, 2° 35′ 26″ E / 41.99320833°N,2.59056667°E 770.5 msnm |           |                     | Modifica les dades a Wikidata |
|        | Serrat dels Crous            | Amer     | serra        |         | 42° 02′ 09″ N, 2° 33′ 04″ E / 42.03579444°N,2.55117556°E 686.4 msnm |           |                     | Modifica les dades a Wikidata |

## Misc
| imatge | Nom                             | Ubicat a                                           | instància de                                                   | Detalls                                                            | coordenades | Protecció                                            | Commons (més fotos)        | Dades a WD                    |
| ------ | ------------------------------- | -------------------------------------------------- | -------------------------------------------------------------- | ------------------------------------------------------------------ | --- | ---------------------------------------------------- | -------------------------- | ----------------------------- |
|        | Balma de la Xemeneia            | Amer                                               | jaciment arqueològic cova                                      |                                                                    | 42° 00′ 50″ N, 2° 39′ 02″ E / 42.014°N,2.65068°E ca:A la base de la cinglera de Sant Roc, a tocar de la paret dels cingles, a uns 50 m a l'oest del lloc conegut amb el nom de la Xemeneia | bé integrant del patrimoni cultural català           |                            | Modifica les dades a Wikidata |
|        | Brugent                         | les Planes d'Hostoles Sant Feliu de Pallerols Amer | curs d'aigua                                                   | Desemboca: Ter Llarg: 22km                                         | 42° 04′ 07″ N, 2° 31′ 30″ E / 42.06873889°N,2.524975°E 41° 59′ 00″ N, 2° 37′ 00″ E / 41.98333°N,2.61667°E                                                                                  |                                                      | Brugent River              | Modifica les dades a Wikidata |
|        | Cabana de la Blanquerna         | Amer                                               | cabana                                                         |                                                                    | 42° 01′ 51″ N, 2° 35′ 36″ E / 42.030826665185856°N,2.5934439897537236°E 329 msnm |                                                      |                            | Modifica les dades a Wikidata |
|        | Castell d'Estela                | Amer                                               | castell                                                        | Estil: arquitectura romànica                                       | 41° 59′ 34″ N, 2° 35′ 32″ E / 41.9928°N,2.59222°E 617 msnm | bé d'interès cultural bé cultural d'interès nacional |                            | Modifica les dades a Wikidata |
|        | Cementiri Municipal d'Amer      | Amer                                               | cementiri cementiri municipal                                  |                                                                    | 42° 00′ 04″ N, 2° 36′ 21″ E / 42.00101585°N,2.6059008°E |                                                      | Cementiri Municipal d'Amer | Modifica les dades a Wikidata |
|        | Monument al Músic               | Amer                                               | monument                                                       | Estil: arquitectura popular                                        | 42° 00′ 30″ N, 2° 36′ 09″ E / 42.00826°N,2.60245°E | bé integrant del patrimoni cultural català           | Monument al Músic          | Modifica les dades a Wikidata |
|        | Pedreguet                       | Amer                                               | assentament humà                                               |                                                                    | 42° 00′ 28″ N, 2° 36′ 12″ E / 42.007734°N,2.603427°E 149 msnm |                                                      |                            | Modifica les dades a Wikidata |
|        | Polígon industrial El Rieral    | Amer                                               | polígon industrial                                             |                                                                    | 42° 01′ 16″ N, 2° 35′ 40″ E / 42.0212398286606°N,2.59446865589757°E |                                                      |                            | Modifica les dades a Wikidata |
|        | Presa del Pasteral              | Amer                                               | presa d'aigua Ús: energia hidroelèctrica regadiu aigua potable | Estil: arquitectura popular Llarg: 150m Alt: 33m Volum: 62000000m³ | 41° 59′ 04″ N, 2° 36′ 07″ E / 41.98455°N,2.60188°E 194 161.2 msnm | bé integrant del patrimoni cultural català           |                            | Modifica les dades a Wikidata |
|        | Rectoria d'Amer                 | Amer                                               | rectoria                                                       | Estil: arquitectura popular                                        | 42° 00′ 35″ N, 2° 36′ 06″ E / 42.00965°N,2.60178°E | bé integrant del patrimoni cultural català           | Rectoria d'Amer            | Modifica les dades a Wikidata |
|        | Tres Rocs                       | Amer                                               | vèrtex geodèsic                                                | Alt: 1.2m                                                          | 42° 00′ 46″ N, 2° 37′ 40″ E / 42.012831°N,2.62783°E 496.085 msnm |                                                      |                            | Modifica les dades a Wikidata |
|        | Vila Vella d'Amer               | Amer                                               | centre històric                                                | Estil: arquitectura popular                                        | 42° 00′ 35″ N, 2° 36′ 08″ E / 42.00971°N,2.60233°E | bé cultural d'interès nacional                       | Vila Vella d'Amer          | Modifica les dades a Wikidata |
|        | casa consistorial d'Amer        | Amer                                               | casa consistorial                                              |                                                                    | 42° 00′ 33″ N, 2° 36′ 12″ E / 42.0090646°N,2.6033304°E |                                                      |                            | Modifica les dades a Wikidata |
|        | cova d'en Brònic                | Amer                                               | cova                                                           |                                                                    | 42° 01′ 13″ N, 2° 36′ 41″ E / 42.0203432357355°N,2.61126352646101°E |                                                      |                            | Modifica les dades a Wikidata |
|        | creu de terme                   | Amer                                               | creu de terme                                                  | Estil: gòtic tardà                                                 | 42° 00′ 35″ N, 2° 36′ 08″ E / 42.00978°N,2.60232°E ca:Plaça del Monestir | bé integrant del patrimoni cultural català           | Creu de terme (Amer)       | Modifica les dades a Wikidata |
|        | el Molí d'Oliveres              | Amer                                               | molí d'aigua                                                   | Estil: arquitectura popular                                        | 42° 01′ 50″ N, 2° 35′ 03″ E / 42.03055°N,2.58428°E | bé integrant del patrimoni cultural català           |                            | Modifica les dades a Wikidata |
|        | la Colònia de la Hidroelèctrica | Amer                                               | nucli de població                                              |                                                                    | 41° 59′ 34″ N, 2° 36′ 32″ E / 41.992838099491°N,2.60894382930427°E |                                                      |                            | Modifica les dades a Wikidata |
|        | plaça de la Vila                | Amer                                               | plaça                                                          | Estil: arquitectura popular 18th century                           | 42° 00′ 33″ N, 2° 36′ 11″ E / 42.00916°N,2.60302°E ca:Plaça de la Vila 183 msnm | bé cultural d'interès local                          | Plaça de la Vila (Amer)    | Modifica les dades a Wikidata |